# Ду (приток Соны)
Ду (фр. Doubs) — река во Франции (Бургундия — Франш-Конте) и Швейцарии (Невшатель и Юра). Длина 453 км. Площадь водосборного бассейна — 7710 км².
Находится на юго-востоке Франции и западе Швейцарии, границу которых образует на протяжении примерно 40 километров.
Исток находится в горах Юра Франции. Ду является одним из левых притоков реки Сона.
Река Ду с зимним паводком, с декабря по март включительно максимум в январе-феврале. Самый низкий уровень воды в реке летом, в период с июля по сентябрь включительно.

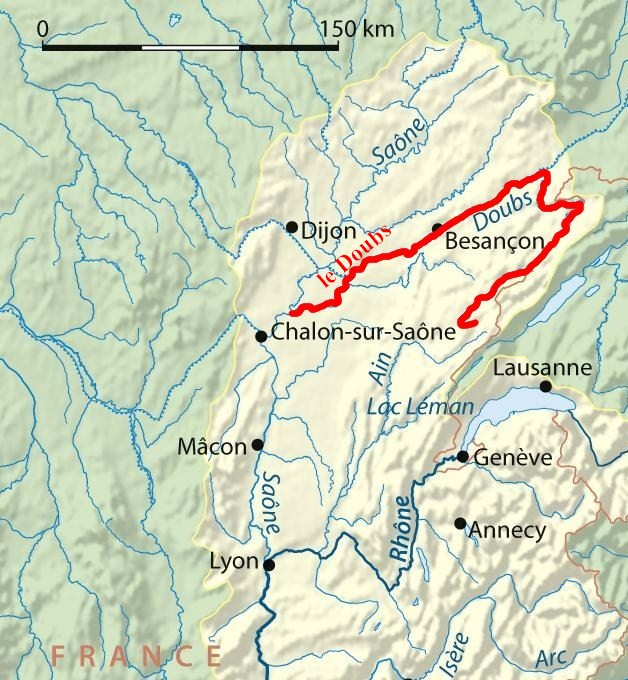
Красной линией изображена река Ду.